# Hökesjön, Småland
Hökesjön är en sjö i Vimmerby kommun i Småland och ingår i Motala ströms huvudavrinningsområde. Sjön är 22 meter djup, har en yta på 0,509 kvadratkilometer och är belägen 140,4 meter över havet. Vid provfiske har bland annat abborre, gädda, mört och sik fångats i sjön.

## Delavrinningsområde
Hökesjön ingår i det delavrinningsområde (639015-149631) som SMHI kallar för Inloppet i Storebro Damm. Medelhöjden är 159 meter över havet och ytan är 40,29 kvadratkilometer. Räknas de 17 avrinningsområdena uppströms in blir den ackumulerade arean 381,37 kvadratkilometer. Stångån som avvattnar avrinningsområdet har biflödesordning 2, vilket innebär att vattnet flödar genom totalt 2 vattendrag innan det når havet efter 215 kilometer. Avrinningsområdet består mestadels av skog (83 procent). Avrinningsområdet har 0,86 kvadratkilometer vattenytor vilket ger det en sjöprocent på 2,1 procent.

## Fisk
Vid provfiske har följande fisk fångats i sjön:
- Abborre
- Gädda
- Mört
- Sik
- Siklöja
- Sutare